# Asplenium adiantum-nigrum
Asplenium adiantum-nigrum L. 1753 es un helecho de la familia Aspleniaceae.

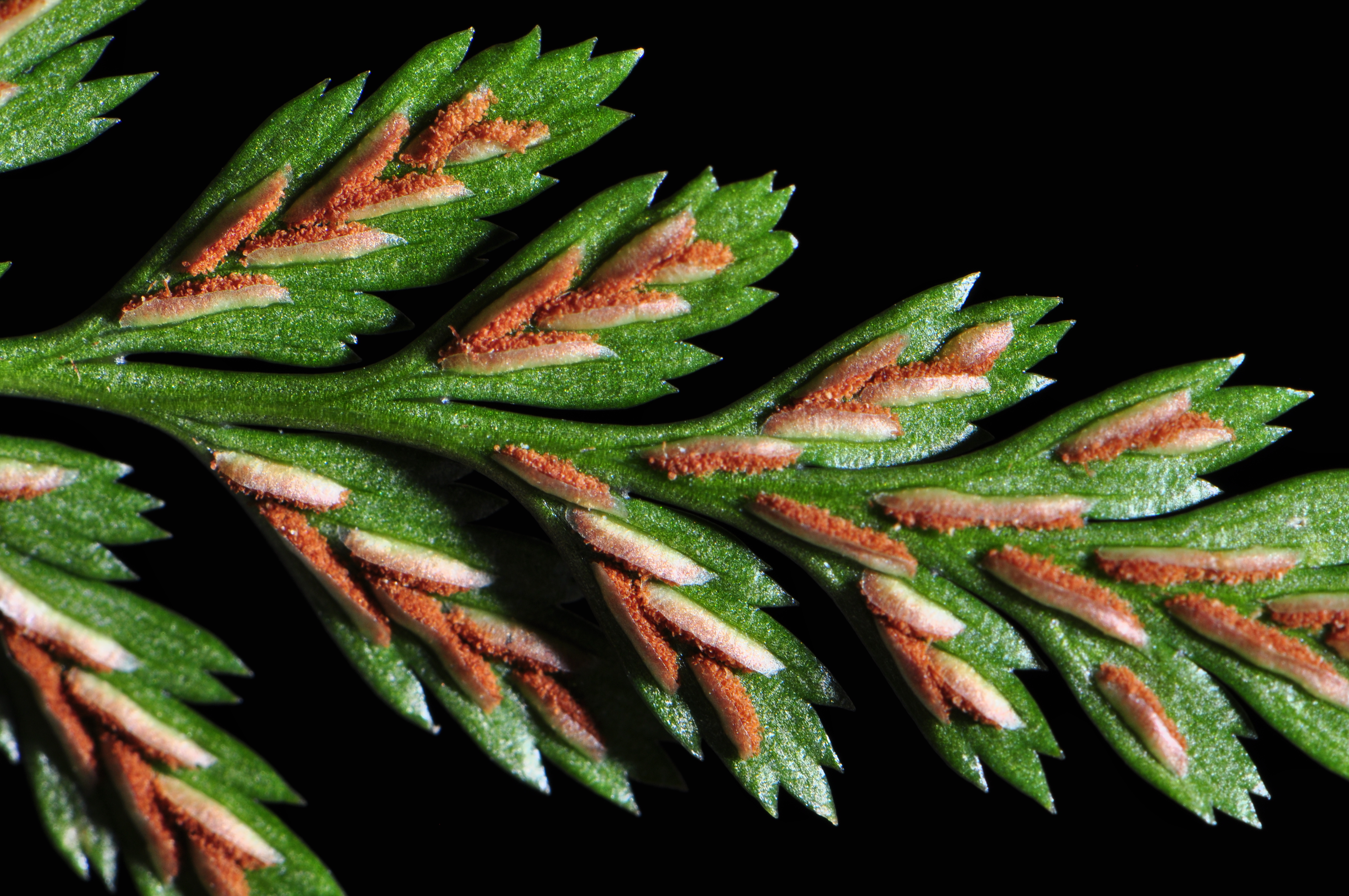
Fromda con soros

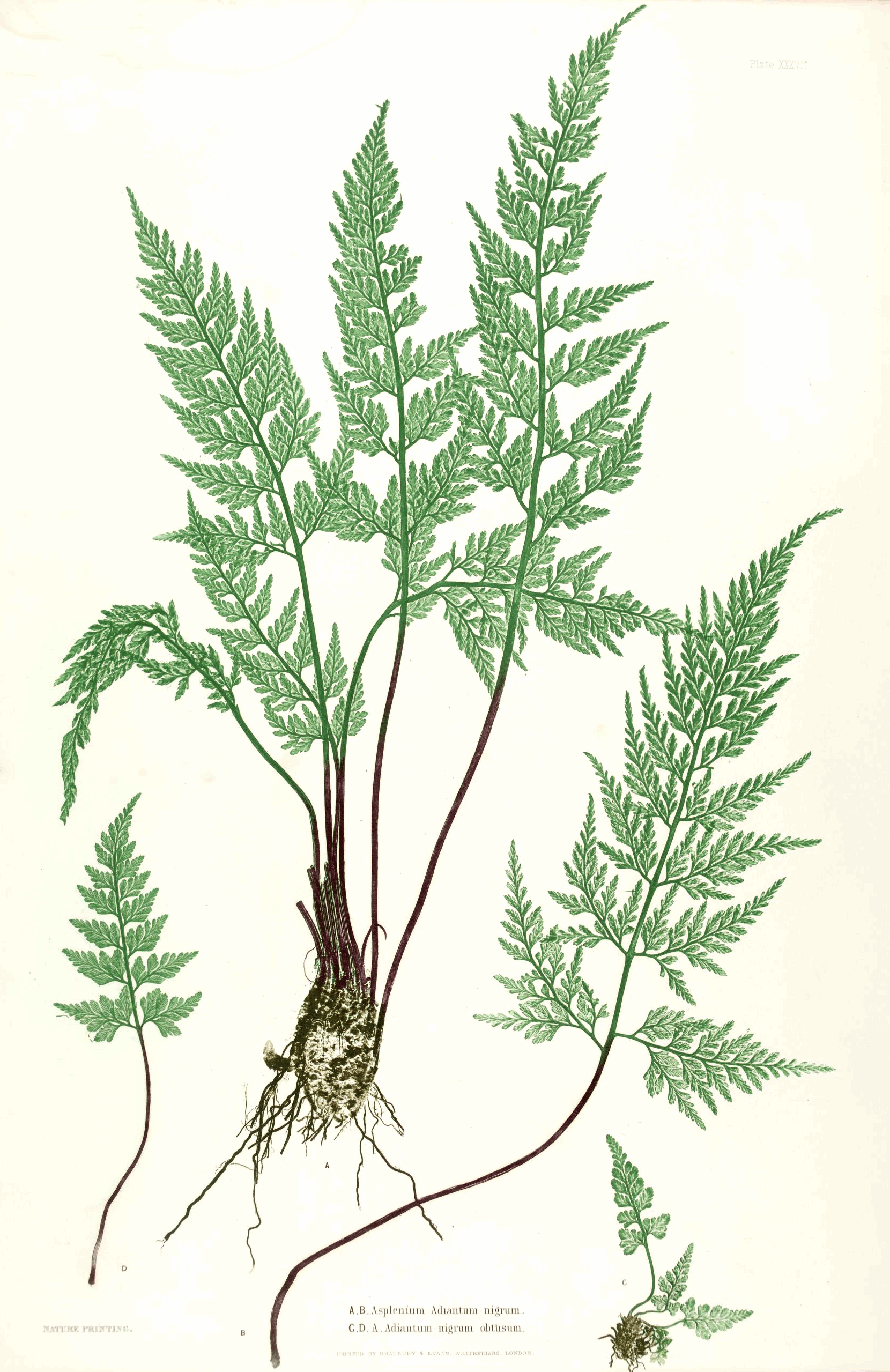
Ilustración

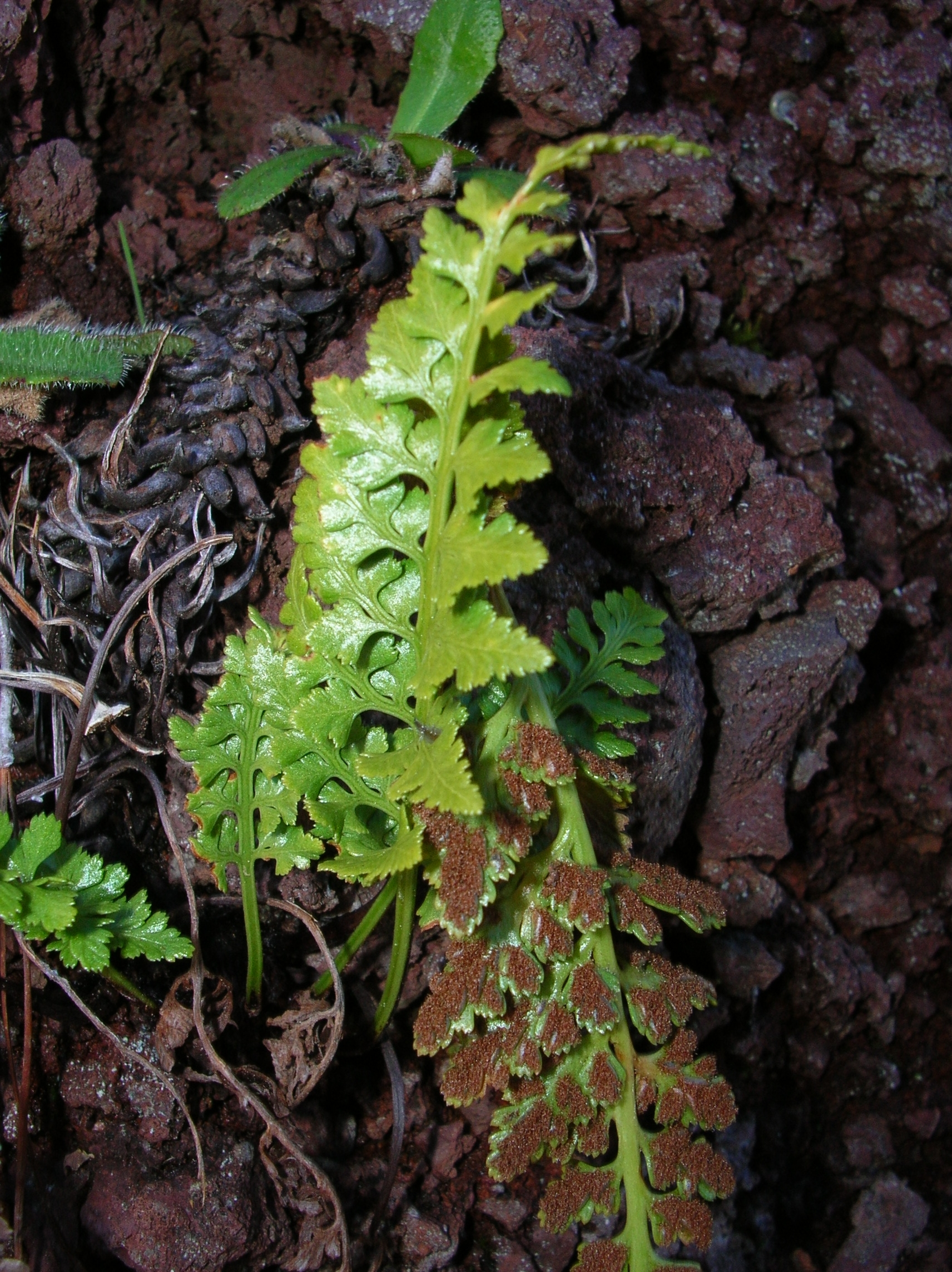
En su hábitat

## Descripción
Es un helecho que alcanza los 10 a 30 cm de altura, tiene un tallo escamoso (en realidad es un rizoma corto) con hojas triangulares, bi o tri-pinnadas.  Estas hojas, tienen  de 3 a 15 cm de largo y 2,5 a 7,5 cm de ancho, con pinnas dentadas, nacen de un largo pecíolo de brillante color marrón-negro, al menos, en la base.
Los soros están protegidos por un indusium alargado, producen las esporas, entre abril y octubre, su modo de propagación es por el viento.  Este helecho también se reproducen asexualmente, a través del rizoma.

## Distribución y hábitat
A menudo nos encontramos este helecho en los bordes y setos, en el cultivo o en una pared antigua.
En Europa,  es considerada una de las plantas propias de la asociación vegetal Androsacion vandellii P., Asarinion procumbentes, es decir, propia de rocas silíceas de las montañas de Europa. En los Estados Unidos, se encuentra más frecuentemente en el ecosistema de Pinus ponderosa o chaparral-arbustos de montaña, por lo general a altitudes superiores a 1500 m s. n. m. (metros sobre el nivel del mar).

## Usos
Indicaciones: es pectoral. Se usan las hojas.

## Taxonomía
Asplenium adiantum-nigrum fue descrita por Carlos Linneo  y publicado en Species Plantarum 2: 1081. 1753.
Etimología
Ver: Asplenium
adiantum-nigrum: epíteto que significa como el "Adiantum negro".
Citología
Número de cromosomas de Asplenium adiantum-nigrum (Fam. Aspleniaceae) y táxones infraespecíficos: n=72
Variedades
- Asplenium adiantum-nigrum var. silesiacum (J. Milde) Viane & Reichst.
- Asplenium adiantum-nigrum var. yuanum (Ching) Ching	A

Sinonimia
- Asplenium andrewsii A.Nelson
- Asplenium chihuahuense J.G.Baker
- Asplenium dubiosum Davenport[4][5]

## Nombres comunes
- Castellano: adianto negro, capilar negra, capilar negro, capilaria negra, culantrillo mayor, culantrillo negro, culipollo, filis de Moncayo, helecho que nace en el roble.[6]